# لوته مونك
لوته مونك (بالدنماركية: Lotte Munk)‏ هي ممثلة دنماركية، ولدت في 8 أكتوبر 1969 في هالس ‏ في الدنمارك.

## أعمال

### أفلام
- (2007) جزيرة الأرواح المفقودة

## وصلات خارجية
- لوته مونك على موقع IMDb (الإنجليزية)
- لوته مونك على موقع ألو سيني (الفرنسية)
- لوته مونك على موقع قاعدة بيانات الأفلام السويدية (السويدية)
- لوته مونك على موقع قاعدة بيانات الفيلم (الإنجليزية)
- لوته مونك على موقع كينوبويسك (الروسية)